# Zinken Hopp
Zinken Hopp (född Signe Marie Brochmann) 9 januari 1905 i Ullensvang, död 3 september 1987 i Bergen, var en norsk författare och översättare. 
Zinken Hopp skrev flera barnböcker, och är troligtvis mest känd för Trollkrittet (1948), som har hämtat sin inspiration från Alice i Underlandet. Härutöver skrev hon i yngre år dikter och reseskildringar, hon översatte bland annat Alice i Underlandet och Ture Sventon, privatdetektiv till norska och var teaterkritiker för Aftenposten under flera år.
Hon var sondotter till Johannes Brochmann, Georg Brochmann var hennes farbror, och Odd Brochmann var hennes bror.